# Femme Fatale (Britney Spears-album)
Femme Fatale är den amerikanska sångerskan Britney Spears sjunde studioalbum. Albumet släpptes den 25 mars 2011 i en standard edition och i en deluxe edition. 

## Låtlista
| Nr | Titel                              | Producent                                 |
| -- | ---------------------------------- | ----------------------------------------- |
| 1  | "Till the World Ends"              | Dr. Luke, Max Martin, Billboard           |
| 2  | "Hold It Against Me"               | Dr. Luke, Max Martin, Billboard           |
| 3  | "Inside Out"                       | Dr. Luke, Max Martin, Billboard           |
| 4  | "I Wanna Go"                       | Max Martin, Shellback                     |
| 5  | "How I Roll"                       | Bloodshy, Henrik Jonback, Magnus Lidehäll |
| 6  | "(Drop Dead) Beautiful" (med Sabi) | Benny Blanco, Ammo, JMIKE, Billboard      |
| 7  | "Seal It With A Kiss"              | Dr. Luke, Max Martin, Dream Machine       |
| 8  | "Big Fat Bass" (med Will.I.Am)     | Will.I.Am                                 |
| 9  | "Trouble For Me"                   | Fraser T. Smith                           |
| 10 | "Trip To Your Heart"               | Bloodshy, Henrik Jonback, Magnus Lidehäll |
| 11 | "Gasoline"                         | Dr. Luke, Benny Blanco                    |
| 12 | "Criminal"                         | Max Martin, Shellback                     |

## Bonuslåtar (endast på deluxe edition)
| Nr | Titel                   | Producent                     |
| -- | ----------------------- | ----------------------------- |
| 13 | "Up N’ Down"            | Max Martin, Shellback, Oligee |
| 14 | "He About To Lose Me"   | Rodney "Darkchild" Jerkins    |
| 15 | "Selfish"               | Stargate, Sandy Vee           |
| 16 | "Don't Keep Me Waiting" | Rodney "Darkchild" Jerkins    |

## Bonuslåt (endast på deluxe edition i Japan)
| Nr | Titel   | Producent       |
| -- | ------- | --------------- |
| 17 | "Scary" | Fraser T. Smith |

## Singlar
- Hold It Against Me (Släpptes 11 januari 2011)
- Till the World Ends (Släpptes 4 mars 2011)
- I Wanna Go (Släpptes 13 juni 2011)
- Criminal (Släpptes 30 september 2011))

## Releasehistorik
| Land           | Datum        |
| -------------- | ------------ |
| Norge          | 25 mars 2011 |
| Australien     | 25 mars 2011 |
| Nederländerna  | 25 mars 2011 |
| Storbritannien | 28 mars 2011 |
| Grekland       | 28 mars 2011 |
| Mexiko         | 28 mars 2011 |
| USA            | 29 mars 2011 |
| Brasilien      | 29 mars 2011 |